# Clithria
Clithria is een geslacht van kevers uit de familie bladsprietkevers (Scarabaeidae). Het geslacht werd voor het eerst wetenschappelijk beschreven in 1842 door Burmeister.

## Soorten
- Clithria albersi Kraatz, 1885
- Clithria bacchusi Allard, 1995
- Clithria eucnemis Burmeister, 1842
- Clithria tibiale MacLeay, 1863